# 埃厄河 (艾施河支流)
49°36′16.32″N 10°37′22.21″E / 49.6045333°N 10.6228361°E

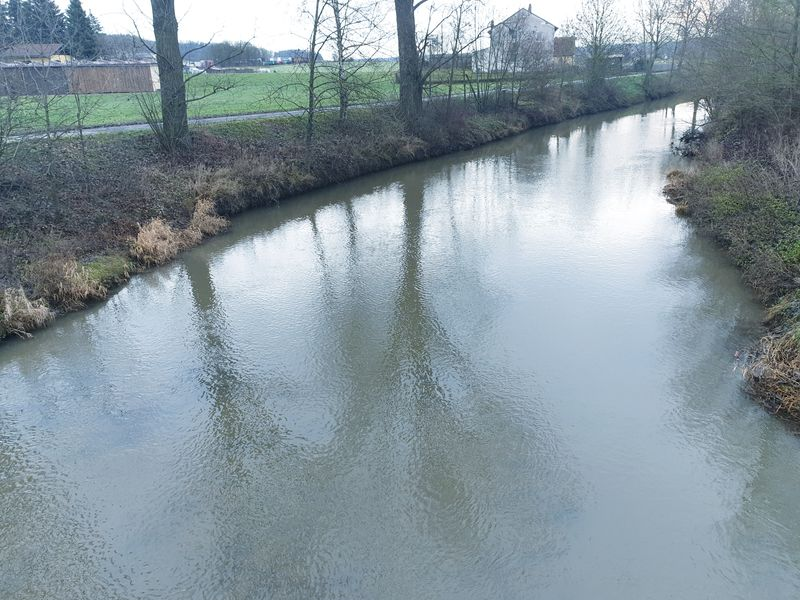

埃厄河（德語：Ehebach），是德國的河流，位於該國東南部，由巴伐利亞負責管轄，屬於艾施河的左支流，流經艾施河畔諾伊施塔特-巴特文茨海姆縣，河道全長30公里，流域面積271平方公里。